# Jimmy Blanton
Jimmy Blanton, właśc. James Harvey Blanton jr. (ur. 5 października 1918 w Chattanoodze, zm. 30 lipca 1942 w Monrovii) – amerykański kontrabasista jazzowy, innowator gry na tym instrumencie, oraz skrzypek.

## Życiorys
Urodził się w Chattanoodze (Tennessee) w rodzinie muzyków. Jego matka (Gertrude z d. Lewis), pianistka i liderka własnego zespołu, już we wczesnym dzieciństwie zachęciła syna do gry na skrzypcach. Jako nastolatek Jimmy wraz z innymi członkami rodziny grywał w zespole matki na skrzypcach i saksofonie altowym, występując w Chattanoodze i okolicy. Na kontrabas zdecydował się ostatecznie podczas studiów w Tennessee State College, gdzie grał w orkiestrze The State Collegians (1936–1937). Jednocześnie występował z lokalnymi zespołami „Bugsa” Robertsa i perkusisty Joe Smitha. W czasie wakacji letnich grywał na statkach spacerowych w orkiestrze The Cotton Pickers, prowadzonej przez pianistę Fate’a Marable’a.
Po trzecim roku studiów zrezygnował z dalszej nauki i przeniósł się do St. Louis. W 1937 zaangażował się do The Jetter-Pillars Orchestra, w której grał na kontrabasie trzystrunowym. W lecie nadal występował w zespole Marable’a. W owym czasie zaczął doskonalić technikę gry, dzięki której później zasłynął.
Jesienią 1939 w wieku dwudziestu jeden podjął stałą pracę w swingowej orkiestrze tanecznej w The Coronado Hotel Ballroom w St. Louis. Okazjonalnie grywał również w zespole The Blue Devils, występującym w klubie Rhumboogie. Według wspomnień Milesa Davisa „pewnego wieczoru przyszedł Duke Ellington i usłyszał Jimmy’ego Blantona, świetnego basistę grającego z nami, i z miejsca go zaangażował”. W orkiestrze Ellingtona Blanton grał wymiennie z kontrabasistą Billym Taylorem do czasu, kiedy ten odszedł z zespołu w styczniu 1940. Niemal natychmiast wpłynął na zmianę brzmienia i pulsu big-bandu. Dzięki swojemu doskonałemu poczuciu swingu i pełnej wyobraźni grze, inspirował pozostałych solistów do czerpania z jego pomysłów i rozwiązań, i stosowania ich we własnej grze. Wraz z saksofonistą Benem Websterem tworzył siłę napędową orkiestry Ellingtona, która właśnie w owym czasie zapisywała w historii jazzu swój złoty rozdział.
Podczas tournée big-bandu w końcu 1941 ciężko zachorował i trafił do szpitala w Los Angeles. Zdiagnozowano u niego zaawansowaną gruźlicę, która zakończyła jego wspaniale rozwijającą się karierę. Wiosną następnego roku przeniesiono go do sanatorium w podgórskim Duarte, w którym spędził pozostałe miesiące życia. Zmarł w pobliskiej Monrovii 30 lipca 1942.

## Innowator
W ciągu zaledwie dwóch lat pracy z orkiestrą Ellingtona zrewolucjonizował grę na kontrabasie. Był pierwszym muzykiem, który potraktował kontrabas (wykorzystywany dotychczas tylko do utrzymywania rytmu i podawania bazy harmonicznej) jako instrument solowy, nadając mu charakter instrumentu dętego. Dzięki niemu kontrabas stał się również instrumentem melodycznym, stwarzającym nowe możliwości zarówno wyrazowe, jak warsztatowe w warstwie aranżacyjnej. Dał początek współczesnemu kontrabasowi jazzowemu, wywierając ogromny wpływ na następne pokolenia przedstawicieli tego instrumentu.

## Blanton na płytach
Jedyne znane nagrania Blantona pochodzą z płyt Duke’a Ellingtona:
- 1940 The Indispensable Duke Ellington, Vol. 5–6 (RCA)
- 2000 Duke Ellington • 1939–1941 Jimmy Blanton Era (Giants of Jazz)
- 2009 Duke Ellington And Jimmy Blanton (Hallmark)

## Upamiętnienie
W 1994 został pośmiertnie wprowadzony do Panteonu Sław Big-bandów i Jazzu (The Big Band and Jazz Hall of Fame).